# Amphilophus nourissati
Amphilophus nourissati es una especie de peces de la familia Cichlidae en el orden de los Perciformes.

## Morfología
Los machos pueden llegar alcanzar los 22 cm de longitud total.

## Distribución geográfica
Se encuentra en la cuenca del río Usumacinta (zona atlántico  de México y Guatemala ).